# São Rafael (São Paulo)
São Rafael est un district situé à l'extrême sud-est de la municipalité de São Paulo. Il borde les districts de São Mateus et Iguatemi et les municipalités de Mauá et Santo André . En ligne droite, il se trouve à une trentaine de kilomètres de la Praça da Sé, l'emblème de la ville. La zone est administrée par la sous-préfecture de São Mateus.
Les quartiers les plus anciens et les plus connus du district sont Parque São Rafael, Jardim Vera Cruz, Jardim Buriti, Vila Esther (ou Jardim Esther) et Jardim Rodolfo Pirani.
En 2004, selon la Fondation Seade, le district comptait environ 136 000 habitants. Si le district de São Rafael était une municipalité, il serait l'un des 50 plus peuplés de l'État de São Paulo.
Quartiers de São Rafael : Jardim Santa Bárbara ; Vila Bela ; Jardim Buriti ; Parque São Rafael ; Vila Esther ; Vila Carrão ; Jardim Rodolfo Pirani; Jardim Elizabeth ; Cohab São Francisco I ; Conj. Promorar Rio Claro ; Conj. Hab. São Francisco ; Jardim São Francisco ; Jardim Santo André ; Chácara Bambu ; Chácara Alegre ; Chácara Arco-Íris.

## Accès
Les principales avenues du quartier de São Rafael sont l'avenue Sapopemba, l'avenue Adélia Chohfi, l'avenue Baronesa de Muritiba, l'avenue Rodolfo Pirani et l'avenue dos Sertanistas.
Le quartier est desservi par plusieurs lignes de bus et de minibus gérées par SPTrans qui relient les différents quartiers du quartier au terminal métropolitain de São Mateus - EMTU et aux stations de métro Corinthians-Itaquera, Carrão, Penha et Belém. Au terminus métropolitain de São Mateus - EMTU, il y a une intégration avec les lignes de bus et de trolleybus qui relient la région à ABC Paulista, au centre-ville de São Paulo et à d'autres quartiers à l'est et au sud-est de la ville.
L'extension de l'avenue Nova Trabalhadores (ou Jacu-Pêssego) est prévue pour les années à venir, reliant la municipalité de Guarulhos à Mauá et reliant la partie sud du Rodoanel de São Paulo. Cette nouvelle route traversera la frontière entre le district de São Rafael et le district d'Iguatemi et deviendra un lien important entre l'aéroport international de São Paulo-Cumbica, les autoroutes Presidente Dutra, Ayrton Senna et le système Anchieta-Imigrantes, qui mène au port de Santos et la région du ABC Paulista.

## Hydrographie et relief
Dans le district de São Rafael se trouvent les sources de plusieurs ruisseaux affluents des rivières Aricanduva et Tamanduateí. La région est si riche en sources que certains spécialistes affirment qu'elle devrait être considérée comme une zone de préservation des sources d'eau, comme c'est le cas des régions de la zone sud de São Paulo, proches des barrages de Billings et de Guarapiranga.
La topographie du district de São Rafael est en grande partie plate, cependant, il existe de nombreuses vallées en raison des différents ruisseaux qui traversent le district.
L'élévation la plus importante se produit à la frontière entre le district de São Rafael et le district d'Iguatemi et la municipalité de Mauá. C'est le Morro do Cruzeiro (ou Mutuçununga), avec 998 mètres d'altitude (le deuxième point le plus haut de la ville de São Paulo, dépassé seulement par le Pic de Jaraguá avec 1 135 mètres). De Morro do Cruzeiro, il est possible de voir toute la zone est de São Paulo, une partie du ABC Paulista et d'autres régions du Grand São Paulo. Au cours des dernières années, la communauté du district et l'administration municipale se sont occupées de la transformation de la région de Morro do Cruzeiro en une zone de préservation de l'environnement et d'attraction touristique de la région.